# Pietje Bell

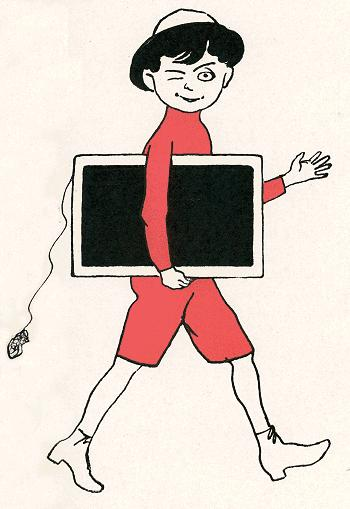
Pietje Bell

Pietje Bell est un personnage créé par Chris van Abkoude (nl) pour une série de livres pour enfants.

## La série
- Pietje Bell, 1914, illustrations de Jan Rinke (titre original Pietje Bell of de lotgevallen van een ondeugenden jongen)
- De vlegeljaren van Pietje Bell, 1920, illustrations de Jan Rinke
- De zonen van Pietje Bell, 1922, illustrations de D.A. Bueno de Mesquita
- Pietje Bell's goocheltoeren, 1924, illustrations de D.A. Bueno de Mesquita
- Pietje Bell in Amerika, 1929, illustrations de D.A. Bueno de Mesquita
- Nieuwe avonturen van Pietje Bell, 1932, illustrations de Jan Lutz
- Pietje Bell is weer aan de gang, 1934, illustrations de Henri Pieck
- Pietje Bell gaat vliegen, 1936, illustrations de Hans Borrebach